# Episodi di Kickin' It - A colpi di karate (prima stagione)
La prima stagione della serie televisiva Kickin' It - A colpi di karate è stata trasmessa sul canale statunitense Disney XD tra il 13 giugno 2011 e il 26 marzo 2012.
In Italia il primo episodio è andato in onda il 19 ottobre 2011 su Disney XD Italia.
| nº | Titolo originale        | Titolo italiano                 | Prima TV USA     |
| -- | ----------------------- | ------------------------------- | ---------------- |
| 1  | Wasabi Warriors         | Guerrieri Wasabi                | 13 giugno 2011   |
| 2  | Fat Chance              | Grossa occasione                | 14 giugno 2011   |
| 3  | Dummy Dancing           | Il chicco di riso               | 16 giugno 2011   |
| 4  | Dojo Day Afternoon      | Rudy scatenato                  | 20 giugno 2011   |
| 5  | Swords and Magic        | Re Miltonius e i suoi cavalieri | 20 giugno 2011   |
| 6  | Road to Wasabi          | Piranhapus                      | 27 giugno 2011   |
| 7  | All the Wrong Moves     | La mossa Jerry                  | 11 luglio 2011   |
| 8  | Ricky Weaver            | Ricky Weaver                    | 18 giugno 2011   |
| 9  | Wax on, Wax off         | Quando l'afa non perdona        | 25 luglio 2011   |
| 10 | The Commercial          | Pomograno Man                   | 15 agosto 2011   |
| 11 | Kung Fu Cop             | L'occhio del drago              | 17 ottobre 2011  |
| 12 | Boo Gi Nights           | L'apprendista salsicciere       | 24 ottobre 2011  |
| 13 | The Clash of the Titans | Milton & Julie                  | 14 novembre 2011 |
| 14 | Badge of Honor          | Chiacchiere e distintivo        | 21 novembre 2011 |
| 15 | The Great Escape        | La grande fuga                  | 28 novembre 2011 |
| 16 | Dude, Where's My Sword? | Ehi, dov'è la mia katana?       | 6 febbraio 2012  |
| 17 | Breaking Board          | Il record                       | 13 febbraio 2012 |
| 18 | Reality Fights          | Il grande fratello Wasabi       | 27 febbraio 2012 |
| 19 | Kickin' It in China     | Tutti in Cina                   | 5 marzo 2012     |
| 20 | The Wrath of Swan       | La vendetta del cigno           | 12 marzo 2012    |
| 21 | Rowdy Rudy              | Il rude Rudy                    | 26 marzo 2012    |

## Guerrieri Wasabi
- Titolo originale: Wasabi Warriors
- Diretto da: Eric Dean Seaton
- Scritto da: Jim O'Doherty

### Trama
Jack, appena arrivato a scuola, prende il pranzo, intanto passa Kim a cui cade la mela e lui la prende al volo. Dopo poco Jerry, Milton ed Eddie chiedono a Jack di unirsi a loro, mentre parlano un tipo della Black Dragon, Frank, colpisce Jerry e Milton con una polpetta, a questo punto Jack entra in azione e sbaraglia i 5 Black Dragon da solo. Al pomeriggio, mentre è in giro con lo skate sfonda il muro del dojo dove lavora Rudy (Jason Earles). Per evitare, come dice Rudy, il riformatorio, il ragazzo accetta di unirsi alla squadra. Dopo aver scoperto l'inganno, lascia il dojo. Dopo aver scoperto che il dojo stava per chiudere, ritorna e aiuta gli altri a vincere delle competizioni. Alla fine Jack conquista la seconda medaglia, dopo quella di Eddie, il dojo non chiude. Alla fine Kim si unirà a loro.  
Curiosità
Questo primo episodio della serie ha molto in comune con il famoso film sulle arti marziali Karate Kid

## Grossa occasione
- Titolo originale: Fat Chance
- Diretto da: Eric Dean Seaton
- Scritto da: Dan O'Keefe

### Trama
I ragazzi entrando nello sgabuzzino della scuola, scoprendo così che il loro inserviente è un ex-lottatore di sumo, così lo aiutano a tornare quello di prima e organizzando una sfida contro il lottatore che lo aveva battuto anni prima. Grazie anche a Milton, l'inserviente riesce a batterlo.

## Il chicco di riso
- Titolo originale: Dummy Dancing
- Diretto da: Sean McNamara
- Scritto da: Byron Kavanaugh

### Trama
I ragazzi sono vittime di scherzi e pensano che a farli sia Truman; quando però si accorgono che Eddie è l'unico che non li ha ricevuti, scoprono che a fare gli scherzi è proprio Eddie. Eddie così rivela che Truman lo sta ricattando: se non fa gli scherzi richiesti, mostrerà un video su di lui. I ragazzi escogitano un piano per recuperare la chiavetta che contiene il video.   

## Rudy scatenato
- Titolo originale: Dojo Day Afternoon
- Diretto da: Eric Dean Seaton
- Scritto da: Jim O'Doherty

### Trama
Il dojo sta per essere tolto dal centro commerciale, Rudy fa entrare a far parte del loro gruppo Arthur, figlio dell'uomo che all'inizio voleva far abbattere il dojo. Arthur però si dimostra antipatico, fastidioso e viziato, i ragazzi non lo sopportano più e alla fine Jack lo mette addosso al muro. Quando il padre lo scopre vuole far abbattere il dojo, ma alla fine, con l'aiuto di Jack, il dojo rimane intatto.

## Re Miltonius e i suoi cavalieri
- Titolo originale: Swords and Magic
- Diretto da: Eric Dean Seaton
- Scritto da: Eric Goldberg & Pete Tibbals

### Trama
A scuola Milton e altri "secchioni" organizzano un torneo di tipo genere medioevale e chiedi ai ragazzi di unirsi a loro. Loro rifiutano, ma dopo essersi ripensato decidono di aiutarlo. Mentre si avviavano al parco si perdono, ma alla fine raggiungono l'amico e vincono la gara.

## Piranhapus
- Titolo originale: Road to Wasabi
- Diretto da: Sean McNamara
- Scritto da: Marc Warren

### Trama
È il compleanno di Rudy, ma Jack si è dimenticato di fargli il regalo, così dice che gli farà conoscere Bobby Wasabi, però Rudy lo scambia per una donna cannone. Bobby allora lo licenzia. Per farlo riassumere Jack, Kim, Jerry, Milton ed Eddie vanno a casa di Bobby e gli ricordano il codice Wasabi, così decide di farlo tornare nel suo dojo.

## La mossa Jerry
- Titolo originale: All the wrong moves
- Diretto da: Sean McNamara
- Scritto da: Shelley Jensen

### Trama
Jerry invita i ragazzi a partecipare con lui ad una gara di ballo, ma quando scopre che sono un vero disastro, accetta l'invito di Belluto (miglior ballerino) ad entrare nella sua squadra. Belluto però vuole solo rubare la sua mossa e dopo esserci riuscito caccia Jerry. I ragazzi allora ricominciano a provare, ma il ballo verrà fatto in stile Karate. Alla fine non vincono la gara, ma Jerry vince il premio come miglior ballerino individuale.

#### Curiosità
- Roshon Fegan (Belluto) è il protagonista della serie Disney A tutto ritmo

## Ricky Weaver
- Titolo originale: Ricky Weaver
- Diretto da: Shelley Jensen
- Scritto da: Dan O'Keefe

### Trama
Kim ha vinto un concorso per un concerto di Ricky Weaver a scuola e non vede l'ora. Intanto Jack diventa amico di Ricky e scopre che dopo il concerto avrebbe baciato Kim per poi scaricarla. Jack corre subito da Kim che non gli crede, ma poi capisce che Jack aveva ragione.

#### Curiosità
- Austin North (Ricky) è il protagonista insieme a Olivia Holt della serie Disney channel Non sono stato io

## Quando l'afa non perdona
- Titolo originale: Wax on, Wax off
- Diretto da: Neal Israel
- Scritto da: Danny Warren

### Trama
I ragazzi vincono il premio come miglior dojo della catena Bobby Wasabi e Bobby in merito gli regala una sua statua che però non deve stare al caldo, se no si scioglie. In più Rudy dovrà fare un servizio fotografico con lui. Jack però fa saltare l'aria condizionata, lui e Jerry devono evitare di farla sciogliere, mentre Rudy e Phil la riaccendono. Intanto Kim e Milton aprono un centro con piscina e lettini al centro commerciale, ma Kim ordina a Milton di fare tutto e Milton, stanco, lascia tutto. Alla fine la statua si scioglie, ma i ragazzi fanno capire a Bobby l'accaduto e alla fine a lui non importa più di tanto.

## Pomograno Man
- Titolo originale: The commercial
- Diretto da: Neal Israel
- Scritto da: Danny Warren

### Trama
Rudy va ad un corso di attori e Jerry diventa il suo agente. Gli procura un provino, ma prendono Jack. Rudy si arrabbia molto e non vuole che Jack faccia quella pubblicità. Così Rudy diventa l'attore che interpreta l'Infiacchimento che deve combattere con Pomograno Man, alla fine i due si riappacificano. Intanto Milton ha preso un votaccio a scuola e per rimediare Kim ed Eddie cercano di aiutarlo, ma lui è molto nervoso e loro lo abbandonano, Milton si scusa e con delle reazioni chimiche crea un dolce. Quando l'insegnante assaggia il dolce con la forchetta d'oro gli esplode in faccia.

## L'occhio del drago
- Titolo originale: Kung Fu Cop
- Diretto da: Shelley Jensen
- Scritto da: Edward C. Evans

### Trama
Jack acquista un nuovo videogioco "Kung fu cop 77", Passa due notti senza dormire e quando combatte con Milton, quest'ultimo vince. Rudy gli consiglia di andare nel suo ufficio e dormire. Mentre dorme Jack sogna il videogioco. Nel sogno Jack (The Rookie) e Rudy (Bobby Wasabi) devono recuperare il medaglione di Kim (Snowflakes Jones) che è stato rubato da Eddie (Mamma Jamma Lama). Si scopre, alla fine, che il medaglione ha dei poteri magici.

## L'apprendista salsiccere
- Titolo originale: Boo Gi Nights
- Diretto da: Eric Dean Seaton
- Scritto da: Eric Goldberg & Pete Tibbals

### Trama
Kim, Milton ed Eddie per spaventare Jack e Jerry si inventano la storia che nella macelleria, dove sorge il dojo, che il proprietario uccise l'apprendista salsiccere e che ogni Halloween torna lì e se tocca qualcuno questo diventa sfortunato. Intanto i Wasabi Warriors allestono una festa di Halloween al centro commerciale. Durante Halloween Jerry incontra il proprietario della macelleria, dopo averlo toccato, il ragazzo inizia a preoccuparsi. I Black Dragon scoprno che Jack ha paura dei clown e cercano di rovinare la festa a i Wasabi Warriors. Jack per aiutare Milton supera la sua fobia e salvando la festa di Halloween.

## Milton & Julie
- Titolo originale: Clash of Titans
- Diretto da: Shelley Jensen
- Scritto da: Frank O. Wolff

### Trama
Quando Milton s'innamora di Julie, una ragazza molto intelligente della sua classe di chimica, Jack e Kim escogitano un piano per farli mettere insieme. Quando si scopre che lo zio di Julie è Ty, sensei dei Black Dragon, entrambi i sensei gli vietano di vedersi, i due però cercando di vedersi al di fuori del dojo. Eddie e Jerry si sfidano per vedere chi è il miglior rapper del centro commerciale.

## Chiacchiere e distintivo
- Titolo originale: Badge of Honor
- Diretto da: Michael Kelly
- Scritto da: Jim O'Doherty

### Trama
Milton, facendo cadere la granita, cattura lo scippatore di Seaford e Joan gli dà un distintivo di plastica e gli fa capire che il suo lavoro da poliziotto è quello di farsi rispettare, così Milton inizia ad essere molto antipatico anche con i suoi amici, ma smetterà quando li aiuterà a fermare dei ladri che rubavano al dojo. Intanto Kim vuole dare una mano a Rudy insegnandogli ad andare sullo skate e Jack l'aiuta.

## La Grande Fuga
- Titolo originale: The Great Escape
- Diretto da: Eric Dean Seaton
- Scritto da: Andrew Lee

### Trama
Jerry deve fare una gara e tutti i suoi parenti lo andranno a vedere, ma finirà in punizione. Grazie a Milton riesce a fuggire e a fare la gara, ma la perde, però i suoi parenti sono contenti lo stesso. Intanto Rudy si deve occupare di Tuzzy, all'inizio credendo che fosse una seccatura, ma alla fine ci si affeziona. non volendo renderla a Fill, però gli restituisce la capra perché capisce che ci tiene molto.

## Ehi, dov'è la mia katana?
- Titolo originale: Dude, Where is my sword?
- Diretto da: Shelley Jensen
- Scritto da: Marc Warren

### Trama
Rudy, Bobby e Phil intraprendono un viaggio in motocicletta. Intanto i ragazzi organizzano un party nel dojo, ma per sbaglio perdono la katana di Rudy e la katana stessa si rompe. Il negoziante chiede 1000$ per questa ma loro non hanno quei soldi. Però Milton compra un corno francese e con questo (che ha un valore inestimabile) compra l'intero negozio. Mentre, Eddie e Jerry devono pulire una macchia d'uva dal muro, per fare questo Jerry si mura vivo. Alla fine la katana rientra nel dojo, ma Rudy scopre tutto da Jerry.

## Il record
- Titolo originale: Breaking Board
- Diretto da: Shelley Jensen
- Scritto da: Edward C. Evans

### Trama
Al centro commerciale si esibirà una grande star capace di fare grandi record con la rottura di tavolette e Jack vuole sfidarlo, facendogli capire che è più capace anche lui. Intanto Kim inizia a fare volontariato all'ospedale. Jerry dopo aver ricevuto un calcio per sbaglio da Jack finisce in ospedale capendo che avrebbe avuto ottimi servizi se sarebbe rimasto lì, fa finta di stare male ulteriormente e impedisce a Jack di battere il record. Kim alla fine scopre che è tutto finto e con l'aiuto di Milton ed Eddie, glielo fa ammettere. Jack si sente tradito, ma Jerry lo aiuta a battere il record.

## Il grande fratello Wasabi
- Titolo originale: Reality fights
- Diretto da: Sean Lambert
- Scritto da: Jim O'Doherty

### Trama
Bobby propone ai ragazzi di svolgere dei giochi nel dojo per vincere una moto d'acqua. Eddie però non vuole perché sa che andrà a finire che tutti litigheranno. La prima sfida la vince Milton e la seconda, contro Jerry, Jack. Il primo ad essere eliminato è Jack e tra i ragazzi inizia ad esserci molta tensione, soprattutto quando Jack rientra grazie alla prova di cucina. I ragazzi iniziano a litigare, e nell'ultima sfida Eddie fa capire ai ragazzi quello che voleva fargli capire dall'inizio, i ragazzi così si buttano, perdendo, mentre Eddie, che li ha imbrogliati per tutto il tempo, rimane appeso al suo bastone e automaticamente vince.

## Tutti in cina
- Titolo originale: Kickin' It in China
- Diretto da: Eric Dean Seaton
- Scritto da: Edward C. Evans & Byron Kavanagh

### Trama
Rudy iscrive Jack ad un torneo dove ci sono grandissimi lottatori, ma Jack nell'ultima sfida dovrà battersi contro Kai, suo cugino che lo aveva battuto anni prima. Kai manda alcuni amici a rompergli il polso, in modo che Jack non possa partecipare. Jack lo scopre e si batte comunque con Kai, alla fine vince. Intanto Jerry, Milton ed Eddie vogliono raggiungere la fabbrica dei biscotti della fortuna per trovare la fine di un biglietto.

## La vendetta del cigno
- Titolo originale: The wrath of Swan
- Diretto da: Eric Dean Seaton
- Scritto da: Edward C. Evans & Byron Kavanagh

### Trama
Kim chiede a Jack di accompagnarla al ballo delle debuttanti del circolo del cigno, ma lui rifiuta. Brody invita Kim, in realtà è tutto un inganno dei Black Dragon per vendicarsi di Kim, anche se Brody non sa cosa aspetta la ragazza. Dopo aver scoperto che Brody vuole essere un Black Dragon, Jack corre al ballo per Kim. Alla fine Frank bagna Kim con il grasso e lei non ne è contenta. Jack si scusa con lei per non averla accompagnata e le chiede di ballare. Quando stanno per ballare un lento, parte però della musica più movimentata.

## Il rude Rudy
- Titolo originale: Rowdy Rudy
- Diretto da: Marc Warren
- Scritto da: Jim O'Doherty & Dan O'Keefe

### Trama
Milton scopre che Julie lo vuole baciare, e lui, non avendo mai baciato una ragazza, a parte sua zia, è in ansia. Chiede aiuto a Kim, che per sbaglio lo bacia sotto gli occhi di Julie. Alla fine si scopre che Julie stava parlando di un "approfondimento al museo" e che per il bacio si può aspettare. Intanto Rudy è il protagonista di un incontro di Wrestling.